# 富山県道138号栗山追分線
富山県道138号栗山追分線（とやまけんどう138ごう くりやまおいわけせん）は、富山県滑川市を通る一般県道である。

## 概要
ルートのほとんどが、富山中部広域農道と重複している。特に国道8号が通る交差点の周辺には、不二越の滑川事業所、日本カーバイド工業滑川工場、富士ゼロックスイメージングマテリアルズなど、工場が集中している。
- 起点：富山県滑川市栗山
- 終点：富山県滑川市追分

## 主な接続・重複道路
- 富山県道137号堀江魚津線
- 富山中部広域農道
- 富山県道142号栗山柳原線
- 国道8号
- 富山県道3号富山立山魚津線
- 富山県道135号富山滑川魚津線
- 富山県道1号富山魚津線